# Palacio de Rumpenheim

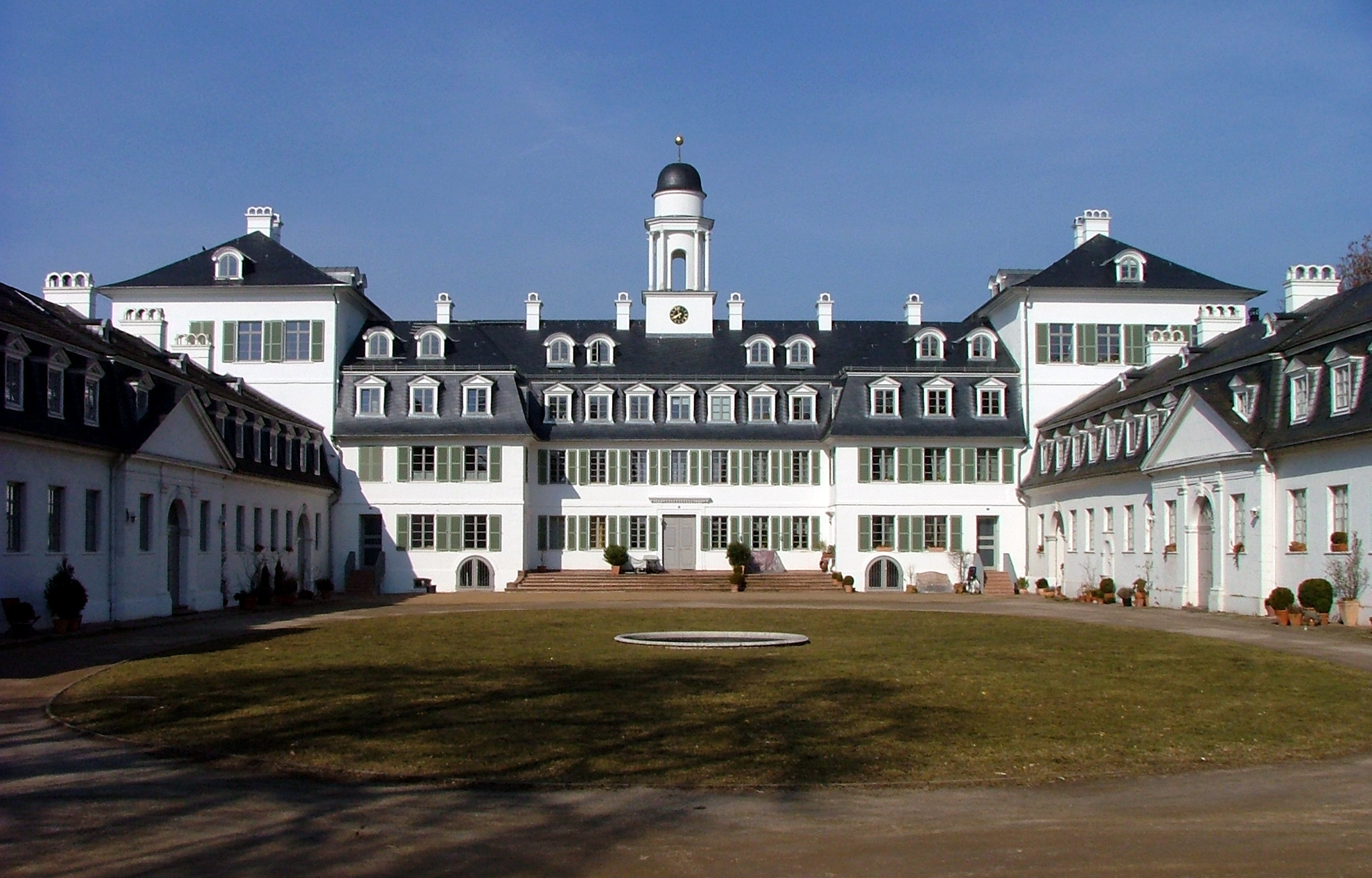
Vista actual del palacio desde el patio de honor (cour d'honneur).

El palacio de Rumpenheim se halla a orillas del Meno en la localidad alemana de Offenbach del Meno.

## Historia
El origen del palacio se remonta a la casa señorial de Juan Jorge Seifert von Edelsheim, político al servicio del condado de Hanau. El núcleo principal de la casa, paralelo al Meno, corresponde aproximadamente a esta casa señorial. Así mismo Seifert von Edelsheim compró terrenos alrededor de la casa principal, que acabarían conformando el actual parque del palacio.
En 1768, algunos años después de la anexión del condado de Hanau al electorado de Hesse en 1736, la familia Seifert con Edelsheim vendió la casa señorial al landgrave Carlos de Hesse-Kassel. En los inicios de la década de 1781 este lo vendió a su hermano Federico. Durante la primera mitad del siglo XIX se realizan distintas obras de reforma, incluyendo la construcción de unos nuevos establos y una nueva disposición del parque.

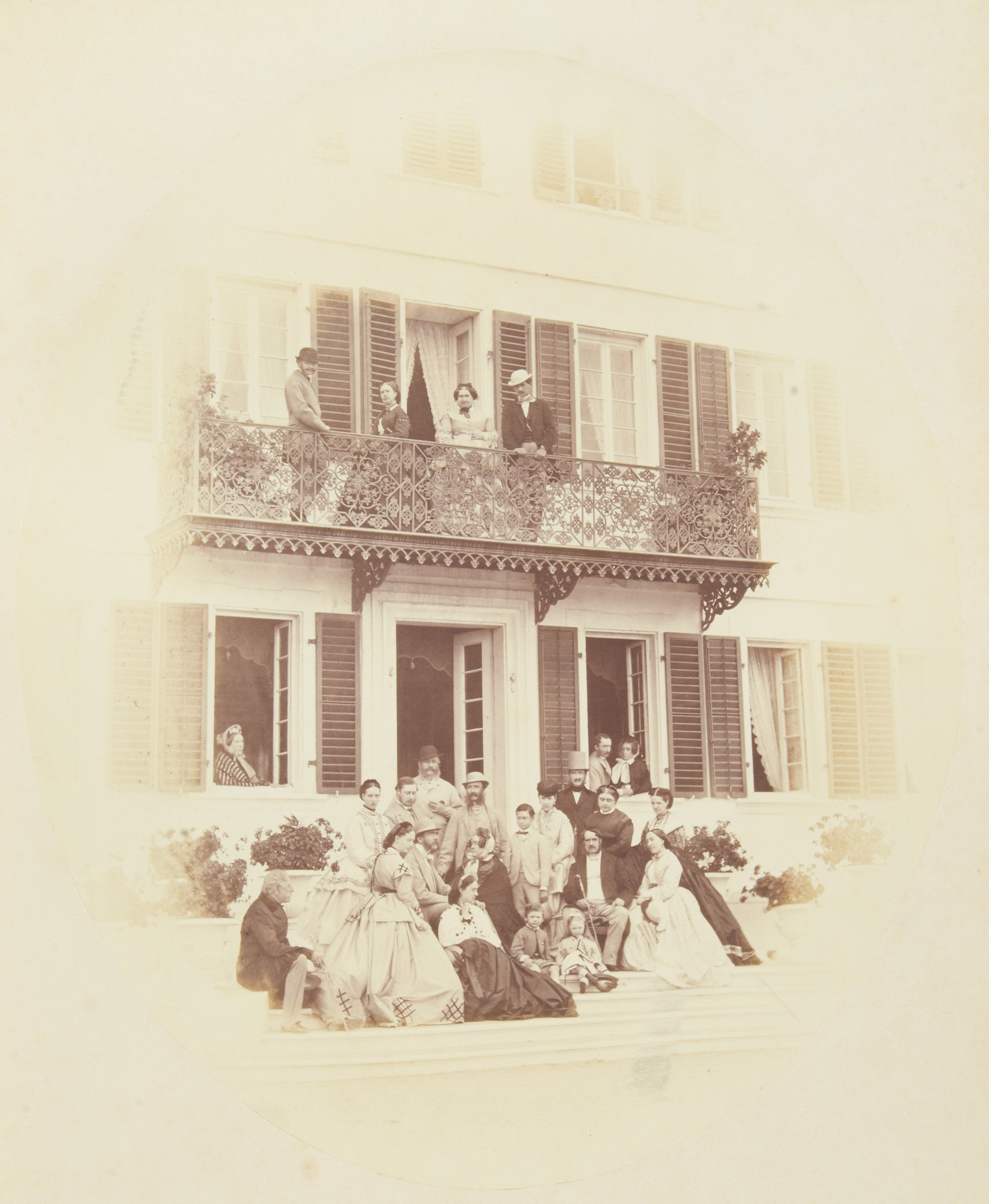
Grupo de príncipes reunidos en el palacio, entre ellos Augusta, duquesa viuda de Cambridge; su hija María Adelaida, futura princesa de Teck; el príncipe de Gales, futuro Eduardo VII del Reino Unido y su esposa Alejandra (fotografía por Friedrich Weisbrod, 1865)

En 1866  Hesse-Kassel es anexionnado al reino de Prusia en el contexto de la guerra austro-prusiana, y el palacio se convierte en propiedad privada de la rama de la casa de Hesse descendiente del landgrave Federico de Hesse-Cassel. El palacio se enclavará desde entonces en el gran ducado de Hesse, al encontrarse en la margen izquierda del río Meno tras la anexión del resto del territorio del Electorado de Hesse al Reino de Prusia.
Esta rama, conocida como de Hesse-Kassel-Rumpenheim continuará viviendo en el palacio hasta 1902, en que, por el matrimonio del príncipe Federico Carlos con la princesa Margarita de Prusia, tras la muerte de la madre de esta, la emperatriz Victoria esposa de Federico, en el palacio de Friderichshof. Era una propiedad común de los hijos de Federico. Habitaron el palacio de forma habitual los hijos solteros varones de Federico, los príncipes Federico Guillermo y Jorge Carlos, muertos en 1876 y 1881, respectivamente.
Paradójicamente, la segunda mitad del siglo XIX se convierte en una época de esplendor para el palacio con innumerables visitas de la realeza europea, especialmente en verano. Entre otros pueden destacarse:
- La princesa María Adelaida de Cambridge (hija de la princesa Augusta de Hesse-Kassel) y su familia, incluyendo la entonces princesa María de Teck, futura reina consorte del Reino Unido.[5]
- La princesa Luisa de Hesse-Kassel, reina consorte de Dinamarca, su marido, Cristian IX y sus hijos, incluyendo al futuro Jorge I de Grecia y a Alejandra, futura reina consorte del Reino Unido.[6][7][8][9]

Hacia 1922 los fondos de su importante biblioteca se trasladaron al Schloss Fasanerie, perteneciente también a la casa de Hesse.
En 1943 la parte principal de la estructura fue bombardeada durante la Segunda Guerra Mundial. El edificio continuó estando en un estado de ruina y abandono y fue adquirido en 1965 a la casa de Hesse por la ciudad de Offenbach del Meno. Posteriormente ha sido gradualmente restaurado y en la actualidad alberga apartamentos de lujo.

## Descripción

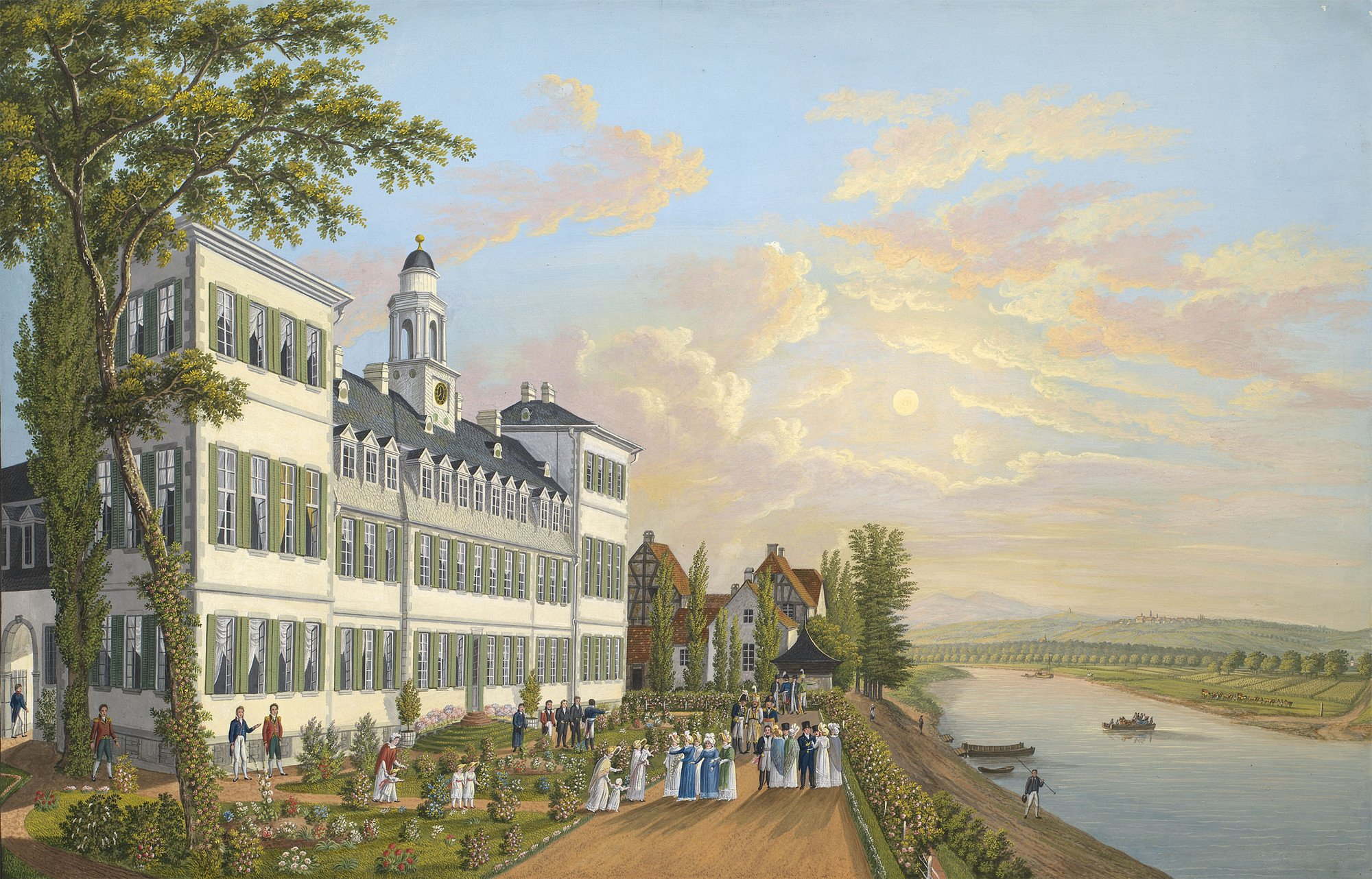
Dibujo representando la fachada al río del palacio, hacia 1820 (Colección Real del Reino Unido).

En su composición original, antes de la restauración tras los daños sufridos en la Segunda Guerra Mundial, el palacio estaba compuesto por un núcleo principal paralelo al río Meno, de tres alturas rematado por una última planta bajo cubierta. Este cuerpo principal estaba flanqueado por dos torres que contaban con una planta más que el cuerpo principal. En la fachada contraria al río, el palacio tenía dos alas paralelas dispuestas en perpendicular a la fachada principal, formando un patio de honor (cour d'honneur). Las alas contaban eran de un solo piso y una planta bajo cubierta y se encontraban rematadas en sus extremos finales por dos pabellones de dos pisos y planta bajo cubierta.
El palacio estaba pintado de blanco y tenía tejados de pizarra.
En la actualidad, la estructura se encuentra conservada en líneas generales.